# Max von Milland
Max von Milland (* 3. September 1985 in Brixen; bürgerlich Maximilian Hilpold) ist ein Südtiroler Mundartsänger und Songwriter.

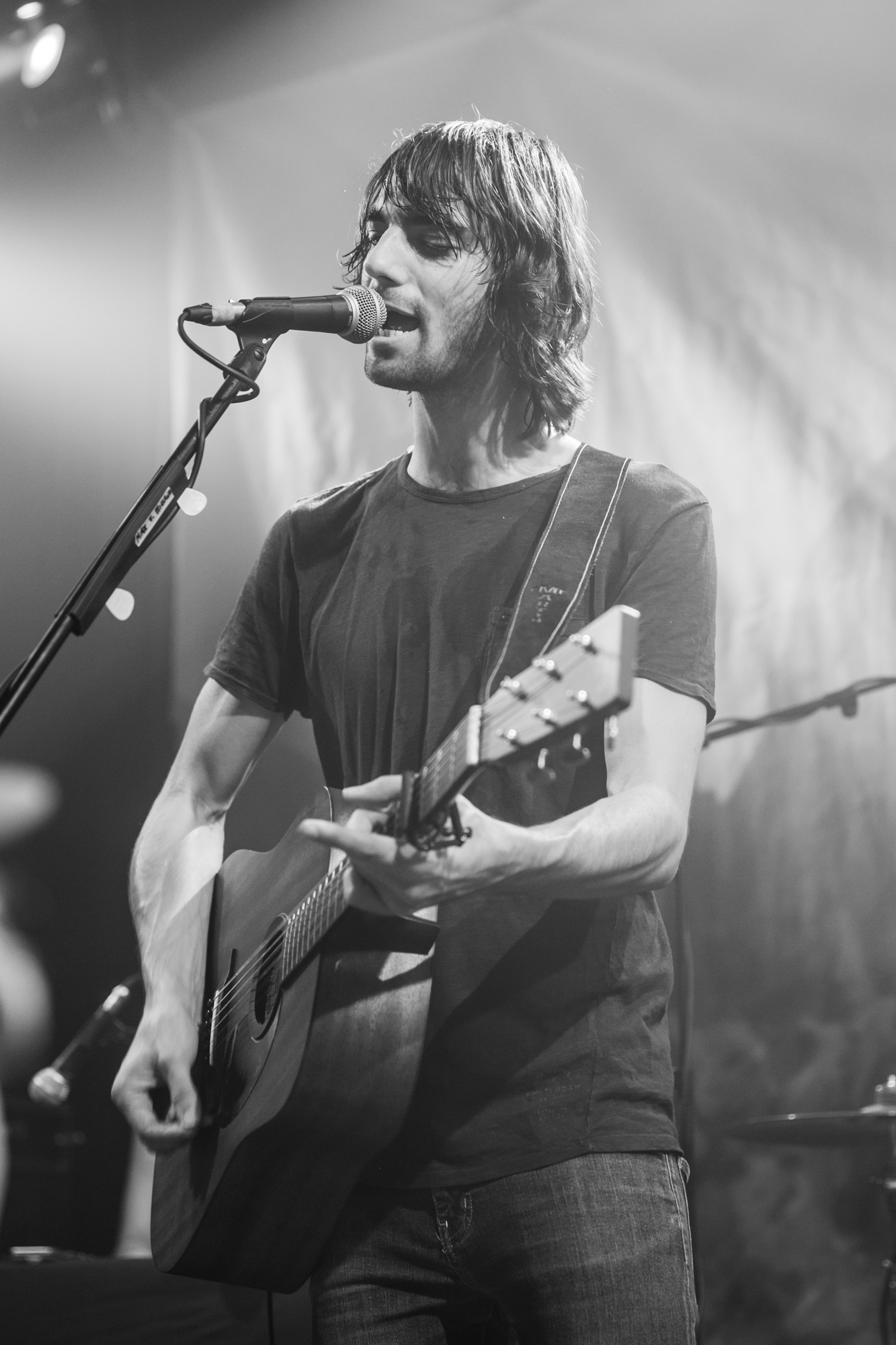
Max von Milland Live (2015)

## Karriere
Der Künstlername Max von Milland bezieht sich auf den Heimatort des Musikers. Von Milland trat im Vorprogramm der Sportfreunde Stiller und Söhne Mannheims auf, begleitete die bayerische Liedermacherin Claudia Koreck auf ihrer Tour 2011 und war Teil der Tour von Fiva & das Phantom Orchester 2012. 2011 erhielt er im Rahmen der Songs an einem Sommerabend den Förderpreis für junge Liedermacher der Hanns-Seidel-Stiftung.
Im Januar 2013 wurde das Debütalbum Woher i eigentlich kimm beim Label Wildwechsel veröffentlicht. Die erste Single Leg di her kam am 15. Juni 2012 auf den Markt. Das Album wurde vom deutschen Produzenten O.L.A.F. Opal produziert. Musikalische Unterstützung erhielt er von Simon Frontzek (Sir Simon Battle), Alex Jezdinsky (Naked Lunch) und Thomas „Slowy“ Merkel.
Am 1. Dezember 2012 trat Max von Milland in der von Oliver Pocher moderierten Sendung Samstag LIVE! auf SKY Sport auf. Am 26. Januar 2013 war Max von Milland zu Gast in der ARD-Sendung Inas Nacht und sang dort den Titel Leg di her.
Nach Beendigung der Zusammenarbeit mit der Plattenfirma Universal Music Group gründete Max von Milland 2015 sein eigenes Label 0472 Records. 0472 steht dabei für die Telefonvorwahl seiner Heimatstadt Brixen in Südtirol. Im selben Jahr veröffentlichte er auch sein zweites Album Bis dir olls wieder gfollt. Neben zahlreichen eigenen Livekonzerten in Südtirol, Österreich, der Schweiz und Deutschland tourte Max von Milland 2016 auch im Vorprogramm der norwegischen Popgruppe a-ha.
Im Oktober 2018 erschien das dritte Album des Südtiroler Musikers mit dem Titel Bring mi Hoam. Die Vorabsingle Herz über Bluat erschien im Mai 2018. Das Lied wird vom Münchner Musik-Journalisten Gerald Huber als „Manifest der Menschlichkeit“ bezeichnet. Im Titelsong des Albums Bring mi hoam ist auch ein Zitat von Reinhold Messner zu hören. Im selben Jahr trat er außerdem als Gast auf Hannes Ringlstetters Album Fürchtet euch nicht auf bei dem Titel Tutto passato, bei dem er erstmals auf Italienisch sang. 2019 trat Max von Milland in der ProSieben Sendung My Hit. Your Song. auf und interpretierte die Songs Lieblingsmensch und Alles was zählt der deutschen Sängerin Namika im eigenen Stil und sang diese auch im Südtiroler Dialekt. 
Während eines Instagram Live-Konzertes im März 2020 präsentierte von Milland zum ersten Mal das Lied Dahoam (Wo es seids), das er kurz darauf veröffentlichte. Das Musikvideo zum Song besteht aus eingesendeten Filmchen seiner Fans zum Thema Heimat. Im Juli 2020 veröffentlichte Max von Milland den Song Über’n Berg, der in Zusammenarbeit mit der Band LaBrassBanda aus dem Chiemgau entstanden ist. Der Frontmann der Band Stefan Dettl ist auch im Musikvideo des Songs zu sehen.
Am 17. Juni 2022 trat Max von Milland im Vorprogramm der Kölner Band Kasalla im Rhein Energie Stadion Köln vor 45.000 Menschen auf. Gekommen ist es zu diesem Auftritt aufgrund eines Aufrufes der Kölsch-Rock-Band, die einen passenden Stadion-Support suchte. Unter den knapp 200 Einsendungen fiel die Wahl auf Max von Milland.

## Einzelbelege
1. ↑  SKY SPORT „Samstag LIVE!“, 15. Spieltag. Auftritt: Max von Milland: (Online)
2. ↑  Inas Nacht – Max von Milland – Leg di her: (Online)
3. ↑  https://www.konstantinidou.de/projekt/max-von-milland-3/
4. ↑  Max von Milland: Max von Milland - Bring mi hoam (Offizielles Video) auf YouTube, 27. Juli 2018, abgerufen am 25. Februar 2024 (Laufzeit: 3:30 min).
5. ↑  https://www.prosieben.de/tv/my-hit-your-song/my-hit-your-song-am-donnerstag-24-januar-103156
6. ↑  Max von Milland: Max von Milland - Dahoam (Wo es seids) auf YouTube, 26. März 2020, abgerufen am 25. Februar 2024 (Laufzeit: 3:32 min).
7. ↑  Max von Milland: Max von Milland feat. LaBrassBanda - Über'n Berg [Offizielles Video] auf YouTube, 9. Juli 2020, abgerufen am 25. Februar 2024 (Laufzeit: 3:45 min).
8. ↑  https://www.suedtirolnews.it/unterhaltung/leute/max-von-milland-begeistert-45-000-menschen

| Personendaten    | Personendaten                         |
| ---------------- | ------------------------------------- |
| NAME             | Milland, Max von                      |
| ALTERNATIVNAMEN  | Hilpold, Maximilian (wirklicher Name) |
| KURZBESCHREIBUNG | italienischer Sänger (Südtirol)       |
| GEBURTSDATUM     | 3. September 1985                     |
| GEBURTSORT       | Brixen                                |